# Секрет (песня)
«Секрет» — сингл группы «Агата Кристи» в жанре психоделический рок. Музыка и текст написаны Глебом Самойловым. Песня впервые вышла в 2000 году в альбоме «Майн Кайф?». По инициативе Вадима Самойлова, ставшего продюсером группы, на песню был записан макси-сингл. Он содержит настоящую версию песни, два ремикса на неё, спецверсию песни «Никогда» и ремикс на неё, а также клип «Секрет». Песня «Никогда» не выходила в альбомах группы.
Сведение и мастер произведены на цифровой студий Олега Зуева, весна 2000 г. Оформление — К. Нефедченко, Р. Сабитов.

## Список композиций
| Трек | Название                                       | Автор          | Время |
| ---- | ---------------------------------------------- | -------------- | ----- |
| 1    | Секрет                                         | Глеб Самойлов  | 2:53  |
| 2    | Секрет (хардкор-клоунада-микс)                 | Глеб Самойлов  | 5:04  |
| 3    | Секрет (дракула-микс)                          | Глеб Самойлов  | 2:48  |
| 4    | Никогда (специальная версия)                   | Вадим Самойлов | 4:34  |
| 5    | Никогда (музыкальная шкатулка-микс)            | Вадим Самойлов | 2:46  |
| 6    | Секрет (видеоклип, реж. Г. Орлов, А. Муравьёв) | Вадим Самойлов | 3:17  |

## Видеоклип
В апреле 2000 года на песню был снят клип, режиссёрами которого стали Глеб Орлов и Алексей Муравьёв.
В начале клипа показывается школьный класс, где все ученики хулиганят — кидаются друг в друга бумажками, и только одна девочка на первой парте сидит, подперев голову рукой. И тут открывается дверь, и в класс заходит учительница с высоким мальчиком в очках. Все ученики сразу встают, учительница проходит и говорит: «Садитесь. Ребята, познакомьтесь. В вашем классе новый ученик».
Как только начинает звучать песня, новенький замечает ту самую девушку на первой парте. Он садится рядом с ней. И тут кто-то стукнул его книгой по голове, да так, что с него слетели очки…
В начале первого куплета действие клипа переносится на улицу, где группа вживую исполняет песню. На словах «Любишь, любишь, любишь, любишь…» в кадре опять показывается новенький, который смотрит на трёх девушек, только что вышедших из школы. Одна из них — как раз та, на которую он обратил внимание. Теперь он не видит никого, кроме неё.
С началом второго куплета мальчику везде мерещится эта девушка. Но она, как ни в чём ни бывало, пошла с подругами дальше. В этот момент кто-то снова бьёт новенького по голове. Тот падает на землю, а с его головы снова слетают очки. На словах «Лучше помолись, ведь это я» снова появляется вся группа. Через некоторое время в кадре появляются весь класс и фотограф. Последний делает фотографию всего класса.
Дома новенький вырезает из фотографии всего класса ту часть, на которой изображена девушка — его соседка по парте. Он вешает эту фотографию на стену. Кадр изображает его сидящим за столом с включённой настольной лампой. Парень обхватывает свою голову руками. Затем он хватает со стола пузырёк с какой-то жидкостью и бросает в изображение девушки. По фотографии растекается чёрная жидкость, которая в несколько секунд краснеет.
Затем в клипе опять появляется Глеб. На словах «Ты закрыла маме рот подушкой» в кадре показывается школьный класс. Все ученики сидят на своих местах и пишут. В классе нет только одной девушки — той, на которую обратил внимание новенький. На словах «Чтобы мне никто не дал ответ» учительница поворачивает голову в сторону двери. Глаза всех учеников, в том числе новенького, смотрят туда же. В кадре появляется девушка — соседка новенького по парте, с синяками под глазами. Она неотрывно смотрит на новенького, тот — на неё.
Далее ученики выходят из школы, у которой сидит новенький парень. Последней выходит та самая девушка. Они подходят друг к другу, он забирает портфель из её руки, берёт её под руку, и они вместе уходят. Парень всё-таки победил…

## Культурное влияние
- Песни «Секрет» и «Никогда» (в исполнении Вадима Самойлова) включены в саундтрек к фильму Алексея Балабанова «Брат 2»[1].
- Все персонажи клипа реальны: в роли красавицы снялась дочь певицы Анастасии, в роли нового ученика — начинающий актёр Антон Храпов, в роли класса снялись выпускной класс московской школы № 410 и учительница из этой школы.
- На песню существует «Дракула-микс», изданный на макси-сингле и на сборнике Скаzки. Глеб Самойлов в интервью сказал об этом ремиксе:

«Дракула-микс» — это специальный ремикс на песню «Секрет». Знаете, когда я его послушал, захотелось даже убрать песню «Секрет» из альбома и вставить этот ремикс. Он очень страшный и одновременно очень забавный. Он основан на анекдоте. А анекдот такой «Стоит пионер на посту с деревянным автоматом. К нему подходит хулиган, дергает за галстук и говорит: — „Пионер?“ — а тот отвечает: „Да“ — „Да“ — „Нет“ — „Так, да или нет?“. И пионер истошно кричит — „Я не знаю дяденька!“». Вот и в этот ремикс вместо повторяющегося припева: «Любишь, любишь или нет?» мы вставили ответ «Я не знаю дяденька!»… А поскольку строчки «Ты закрыла сердце на замок» произносятся достаточно мрачным голосом, то создается контраст тяжелой скрипки как в фильме «Дракула», а на фоне этого истошный вопль «Я не знаю дяденька», слушается просто с содроганием.